# Krankenrevier (KZ Dachau)
Das Krankenrevier des Konzentrationslagers Dachau, auch Revier oder Häftlingslazarett genannt, umfasste 1937 zwei Baracken. Die SS begann es ab 1939 zu erweitern. In den letzten Kriegsjahren erstreckte es sich auf 18 Baracken, auch Blöcke genannt.
Dachau war Prototyp für spätere Konzentrationslager. In anderen Lagern war die räumliche Situation und der organisatorische Ablauf der Reviere ähnlich, allerdings hatte Dachau einen „Vorzeigebereich“.

## Vorzeigebaracken
Die ersten beiden Baracken (Nr. A und Nr. B) waren für damalige Verhältnisse solide und modern eingerichtet. Diese beiden Blöcke dienten der Fassade (Potemkinsches Dorf) und wurden vorgezeigt, wenn – ausgewählte – Besucher einen Besichtigungstermin für das Lager erhalten hatten. In diesen Vorzeigebaracken waren zwei Operationssäle, ein septischer und ein aseptischer. Geräte wie Elektrokardiograph und Röntgengerät waren vorhanden. Eine große Ambulanz, sowie eine Ambulanz für Augen, eine Ambulanz für Hals-, Nasen- und Ohrenkrankheiten und eine Zahnabteilung waren eingerichtet. Weiter gab es Räume wie Kanzleiräume, das Wannenbad, eine Diätküche und schließlich zwei bzw. drei Räume mit normalen Krankenbetten und Nachttischen. Auf Ordnung und Hygiene wurde stark geachtet.
Beim Eintreffen neuer Häftlinge wurde stets eine Anamnese erstellt. Diese Aktenberge legte die SS den Besuchern als vermeintlicher Beleg für mustergültige Krankenfürsorge vor. Real dienten die Akten zur Erfassung der Goldzähne, zur Auswahl für medizinische Versuche oder für pathologisch interessant wirkende Fälle.

## Personalstruktur
Ein SS-Chefarzt war Leiter des Krankenreviers. Ihm unterstanden für jede Abteilung SS-Ärzte dieses KZs, meist Absolventen der kurzen Arztlehrgänge an der SS-Akademie in Graz. Kriegsbedingt entstand ein erhöhter Bedarf an Chirurgen, so dass auch Internisten und Zahnärzte zu operieren lernten. Die SS-Ärzte waren durchwegs Anhänger der Rassentheorie. Zu den Haftinsassen hatten sie eine unpersönliche Beziehung, sie wurden „wie Material“ behandelt, das sich zu Versuchen und für die Rüstungsindustrie eignete. Im Vergleich zu anderem SS-Personal verhielten sie sich relativ ruhig den Häftlingen gegenüber. Über das Lebensmittelzuteilungssystem im KZ ließen sich die SS-Ärzte auf Kosten der Häftlinge Butter, Milch, Eier und weitere Lebensmittel für den Eigenbedarf abzweigen. Aufgaben wie das „fachmännische“ Töten durch Injektionen überließen sie Funktionshäftlingen oder den Unteroffizieren des SDG. Die SS-Ärzte stellten anschließend den Totenschein aus.
Revier-Kapo war der Häftling Josef Heiden, er führte regelmäßig Exekutionen durch. Zahlreiche Ärzte waren unter den Häftlingen, doch blieb ihnen Arbeit im Revier meist verwehrt. Kapo Heiden entschied, wer im Revier arbeiten durfte. Mit der Leitung einzelner Abteilungen waren „Oberpfleger“ beauftragt, Heiden wählte als Pfleger und Oberpfleger meist Häftlinge, die keine medizinische Ausbildung hatten.

## Krätze-Epidemie
Anfang 1941 erfasste eine Krätze-Epidemie etwa 4.000 bis 5.000 Menschen im Lager. Zwei Baracken wurden als Isolierblöcke umgestaltet, die Einrichtung war entfernt, nur Strohsäcke ließ man in den Räumen. Die Erkrankten durften nur Unterwäsche tragen und mussten so spärlich bekleidet zweimal täglich am Appell (Häftlingszählvorgang auf dem Appellplatz) teilnehmen. Eine sogenannte „Krätzediät“ bestand aus Reduzierung der Essensrationen (nur ein Viertel Brot und Kaffee, oder Wasser mit etwas Grieß oder Sago). Bei eisigen Januartemperaturen musste ein ganzer Block als geschlossene Gruppe einmal wöchentlich zu den Baderäumen gehen. Häftlinge wurden heiß abgeduscht, die Gesunden ausgemustert. Die gesamte Gruppe hatte im Schneeregen stundenlang zu warten, bis die Prozedur abgeschlossen war. Die Sterblichkeitsrate, unter anderem durch Hunger, körperliche Schwächung und größtenteils Lungenentzündungen, lag sehr hoch.
Der polnische Kardinal Adam Kozłowiecki notierte am 4. Februar 1941:

„Die an Krätze Erkrankten sehen furchtbar aus. Wieder hat man sie heute bei minus 25 Grad zum Bad geführt […]. Gelbliche Gerippe mit großen, traurigen Augen. Sie sahen uns an. Einige Blicke drückten die Bitte um Hilfe aus, andere völlige Apathie. Es ist unbegreiflich, daß so etwas im zwanzigsten Jahrhundert im Herzen Europas geschehen kann.“

## Medizinische Versuchsreihen
Nicht sämtliche, doch einige medizinische Versuche fanden direkt im Häftlingslazarett statt. So gab es beispielsweise die Phlegmoneabteilung (Phlegmone-Versuchsreihe), die Abteilung für TBC-Kranke (TBC-Versuchsreihe), und weitere Versuchsreihen.

## Totenkammer
Eine Totenkammer befand sich im hinteren Teil von Block B. Aus den Leichen wurden, für zahlreiche Institute und Schulen, Anschauungsmaterial hergestellt: Skelette, Totenschädel, und diverse pathologische Präparate. SS-Führer wollten teilweise einen Totenschädel für ihren Tisch haben, oder eine Tischlampe aus tätowierter menschlicher Haut.
Himmler hatte am 23. September 1940 angeordnet, dass den Toten die Goldzähne zu entfernen sind.
Die Anzahl der entfernten Goldzähne musste mit den medizinischen Akten eines Häftlings, die jeweils beim Eintreffen ins Lager erstellt worden waren, übereinstimmen. Die Totenbücher eines KZ kürzten den jeweiligen Befund folgendermaßen ab: GZ, MZ, 0, o. B. (Goldzähne, Metallzähne, Null, ohne Befund).
SS-Brigadeführer August Frank (WVHA) meldete am 8. Oktober 1942, es habe sich bereits 50 kg Bruchgold angesammelt. Es sei eine Menge, die den geschätzten zahnärztlichen Bedarf der SS für etwa fünf Jahre decken würde. Frank erbat Himmlers Zustimmung, ob weiteres Zahngold zukünftig an die Reichsbank weitergeleitet werden dürfe. Zur Finanzierung der SS-Betriebe wurde bei der Reichsbank ein Girokonto eröffnet. Die Erträge aus der Zahngold-Verwertung, Schmuck und Wertsachen aus beschlagnahmtem jüdischen Besitz usw. wurden auf dieses Konto weitergeleitet.